# Умария (округ)
Умария (хинди उमरिया जिला; англ. Umaria) — округ в индийском штате Мадхья-Прадеш. Образован в 1998 году из части территории округа Шахдол. Административный центр — город Умария. Площадь округа — 4076 км². По данным всеиндийской переписи 2001 года население округа составляло 515 963 человека. Уровень грамотности взрослого населения составлял 59,1 %, что соответствовало среднеиндийскому уровню (59,5 %). Доля городского населения составляла 16,1 %.